# Іслам Дудаєв
Іслам Лечійович Дудаєв (рос. Ислам Лечиевич Дудаев; нар. 15 січня 1995, Чечня) — російський та албанський борець вільного стилю чеченського походження, дворазовий бронзовий призер чемпіонатів світу серед молоді, чемпіон та бронзовий призер чемпіонатів Європи серед дорослих, бронзовий призер Середземноморських ігор, бронзовий призер Олімпійських ігор.

## Спортивні результати на міжнародних змаганнях

### Виступи на Олімпіадах
| Змагання                    | Збірна  | Вагова категорія          | Місце  |
| --------------------------- | ------- | ------------------------- | ------ |
| Літні Олімпійські ігри 2024 | Албанія | вільна боротьба, до 65 кг | Бронза |

### Виступи на Чемпіонатах світу
| Змагання                        | Збірна  | Вагова категорія          | Місце |
| ------------------------------- | ------- | ------------------------- | ----- |
| Чемпіонат світу з боротьби 2022 | Албанія | вільна боротьба, до 61 кг | 9     |
| Чемпіонат світу з боротьби 2023 | Албанія | вільна боротьба, до 65 кг | 32    |

### Виступи на Чемпіонатах Європи
| Змагання                         | Збірна  | Вагова категорія          | Місце  |
| -------------------------------- | ------- | ------------------------- | ------ |
| Чемпіонат Європи з боротьби 2022 | Албанія | вільна боротьба, до 65 кг | Бронза |
| Чемпіонат Європи з боротьби 2023 | Албанія | вільна боротьба, до 65 кг | 9      |
| Чемпіонат Європи з боротьби 2024 | Албанія | вільна боротьба, до 65 кг | Золото |

### Виступи на Середземноморських іграх
| Змагання                    | Збірна  | Вагова категорія          | Місце  |
| --------------------------- | ------- | ------------------------- | ------ |
| Середземноморські ігри 2022 | Албанія | вільна боротьба, до 74 кг | Бронза |

### Виступи на Іграх ісламської солідарності
| Змагання                          | Збірна  | Вагова категорія          | Місце |
| --------------------------------- | ------- | ------------------------- | ----- |
| Ігри ісламської солідарності 2022 | Албанія | вільна боротьба, до 70 кг | 7     |

### Виступи на інших змаганнях
| Змагання                                                      | Країна  | Вагова категорія                 | Місце  |
| ------------------------------------------------------------- | ------- | -------------------------------- | ------ |
| Гран-прі «Іван Яригін» 2017                                   | Росія   | вільна боротьба, до 61 кг        | 25     |
| Чемпіонат Росії з боротьби 2017                               | Росія   | вільна боротьба, до 61 кг        | Бронза |
| Кубок Ахмата Кадирова 2017                                    | Росія   | вільна боротьба, до Teamevent кг | Срібло |
| Турнір Алі Алієва 2018                                        | Росія   | вільна боротьба, до 65 кг        | Золото |
| Турнір Олександра Медведя 2018                                | Росія   | вільна боротьба, до 65 кг        | Бронза |
| Кубок Ахмата Кадирова 2018                                    | Росія   | команда                          | Золото |
| Турнір Аланії з боротьби 2018                                 | Росія   | вільна боротьба, до 65 кг        | 14     |
| Турнір Алі Алієва 2019                                        | Росія   | вільна боротьба, до 65 кг        | 5      |
| Турнір Олександра Медведя 2019                                | Росія   | вільна боротьба, до 65 кг        | Золото |
| Турнір Аланії з боротьби 2019                                 | Росія   | вільна боротьба, до 65 кг        | 18     |
| Гран-прі «Іван Яригін» 2020                                   | Росія   | вільна боротьба, до 65 кг        | 14     |
| Гран-прі «Іван Яригін» 2022                                   | Албанія | вільна боротьба, до 65 кг        | Бронза |
| Турнір Дана Колова — Николи Петрова 2022                      | Албанія | вільна боротьба, до 65 кг        | Золото |
| Турнір Мухамета Мало 2022                                     | Албанія | вільна боротьба, до 70 кг        | Золото |
| Турнір Дана Колова — Николи Петрова 2023                      | Албанія | вільна боротьба, до 65 кг        | Срібло |
| Турнір Мухамета Мало 2023                                     | Албанія | вільна боротьба, до 65 кг        | Золото |
| Меморіал Імре Поляка та Яноша Варги 2023                      | Албанія | вільна боротьба, до 65 кг        | Бронза |
| Олімпійський кваліфікаційний турнір з боротьби 2024 (Баку)    | Албанія | вільна боротьба, до 65 кг        | Бронза |
| Олімпійський кваліфікаційний турнір з боротьби 2024 (Стамбул) | Албанія | вільна боротьба, до 65 кг        | Золото |

### Виступи на змаганнях молодших вікових груп
| Змагання                                     | Збірна | Вагова категорія          | Місце  |
| -------------------------------------------- | ------ | ------------------------- | ------ |
| Чемпіонат світу з боротьби серед молоді 2017 | Росія  | вільна боротьба, до 61 кг | Бронза |
| Чемпіонат світу з боротьби серед молоді 2018 | Росія  | вільна боротьба, до 65 кг | Бронза |